# Jenieckie Igrzyska Olimpijskie 1940
Jenieckie Igrzyska Olimpijskie 1940 – nielegalne zawody sportowe, które odbywały się od 31 sierpnia do 8 września 1940 w Stalagu XIII Langwasser.
W jenieckich igrzyskach olimpijskich wzięli udział jeńcy wojenni z Polski, Francji, Belgii, Holandii, Jugosławii, Norwegii i Wielkiej Brytanii. Igrzyska odbyły się od 31 sierpnia do 8 września 1940 w Stalagu XIII Langwaseer nieopodal Norymbergi. Inicjatorem igrzysk był instruktor wychowania fizycznego 82 Pułku Piechoty w Brześciu Jerzy Słomczyński. Szefem Obozowego Komitetu Olimpijskiego był George O' Brien. Podczas ceremonii otwarcia igrzysk zapalono znicz olimpijski oraz odegrano hymn olimpijski autorstwa Wacława Gąsiorowskiego.
Podczas igrzysk rozegrano zawody w siatkówce (ostatecznie przerwane), kolarstwie (zawody te wygrał Belg), łucznictwie (reprezentant Polski zajął w tej konkurencji trzecie miejsce, wygrał Francuz), pchnięciu kulą (rzucano tzw. „kocimi łbami”, konkurencję tę wygrał Jugosłowianin, Polak zajął w niej drugie miejsce), skoku w dal (wygrał Norweg, Polak zajął trzecie miejsce) i bieg na 50 m karną żabką (konkurencję tę wygrał Polak - Teodor Niewiadomski). Zwycięzcy otrzymywali wykonane z tektury obleczone drutem kolczastym proporczyki, a jeden z jeńców grał hymn zwycięzcy. Igrzyska pozostały tajne, pomimo odnalezienia przez Niemców jednego z medali wręczanych zwycięzcom i ogłoszeniu przez nich nagrody na dostarczenie dalszych dowodów na nielegalną sportową aktywność jeńców (nagrodą było pół metra kiełbasy i pięć komiśniaków). 
Pamiątki z igrzysk znajdują się w Muzeum Sportu i Turystyki w Warszawie; wystawę na temat igrzysk można było także przez pewien czas oglądać w Sejmie RP.

## Igrzyska w filmie
W 1980 powstał polski film wojenny Olimpiada ’40, w którym wystąpili m.in. Jerzy Bończak, Ryszard Kotys, Wojciech Pszoniak. Reżyserem był Andrzej Kotkowski, a zdjęcia były wykonywane w Proszkowie koło Środy Śląskiej i w kamieniołomach w Strzelinie.